# DoReDoS
DoReDoS est un trio moldave de Rîbnița. Le groupe se compose de Marina Djundyet, Eugeniu Andrianov et Sergiu Mîța. Ils ont représenté la Moldavie au Concours Eurovision de la chanson 2018 à Lisbonne, au Portugal, avec la chanson My Lucky Day,,. Ils avaient précédemment tenté de représenter la Moldavie en 2015 et 2016.

## Discographie

### Singles
| Titre        | Année | Album            |
| ------------ | ----- | ---------------- |
| Maricica     | 2015  | Non-album single |
| FunnyFolk    | 2016  | Non-album single |
| My Lucky Day | 2018  | Non-album single |